# Lampsilis virescens
Lampsilis virescens é uma espécie de bivalve da família Unionidae.
É endémica do Rio Tennessee.